# Benoît Trémoulinas
Benoît Trémoulinas (Lormont, 28 de dezembro de 1985) é um futebolista francês que atua como lateral-esquerdo.

## Carreira
Benoît Trémoulinas foi revelado pelo Lormont, em 1994 foi para o Bordeaux, clube se profissionalizou e atuou até 2013.

## Títulos
Sevilha
- Liga Europa: 2013-14, 2014–15, 2015–16